# 金曜日のキセキ
『金曜日のキセキ』（きんようびのキセキ）は、2010年10月15日から2011年6月17日までフジテレビ系列で放送されていたバラエティ番組。キャッチコピーは「金曜日のキセキは、カンドー・デラックス」。放送時間（JST）は、金曜19時57分 - 20時54分。初回は、19時00分からの2時間スペシャルで放送した。

## 概要
視聴率は9%前後と苦戦が続いていた。
プロ野球中継があった場合は土曜か日曜の昼間に振り替え放送を行っていた。
後番組は火曜バラパラ枠より移動の『その顔が見てみたい』。火曜バラパラ枠の後番組として『キカナイト』がスタートした。しかし『その顔が見てみたい』は2012年2月3日で終了、『キカナイト』は、『キカナイトF』に改題され、金曜23時台に移動する。

## 出演者
司会
- 船越英一郎
- 今田耕司
- 生野陽子（フジテレビアナウンサー）

レギュラーパネラー
- 藤井隆
- 三宅健（V6）
- 優香

ゲストパネラー
- 佐伯チズ（第1・4 - 7回）
- 松本明子（第1・3・5 - 7回）
- 須藤理彩（第2回）
- 原千晶（第2回）
- 奥山佳恵（第3回）
- バービー（フォーリンラブ）（第4回）
- にしおかすみこ（第5・6回）

ナレーション
- 真地勇志
- 大場真人

## ネット局と放送時間
| 放送対象地域  | 放送局                                  | 系列                                         | 放送曜日・時間     |
| ------------- | --------------------------------------- | -------------------------------------------- | ------------------ |
| 関東広域圏    | フジテレビ(CX) 『金曜日のキセキ』製作局 | フジテレビ系列                               | 金曜 19:57 - 20:54 |
| 北海道        | 北海道文化放送(UHB)                     | フジテレビ系列                               | 金曜 19:57 - 20:54 |
| 岩手県        | 岩手めんこいテレビ(MIT)                 | フジテレビ系列                               | 金曜 19:57 - 20:54 |
| 宮城県        | 仙台放送(OX)                            | フジテレビ系列                               | 金曜 19:57 - 20:54 |
| 秋田県        | 秋田テレビ(AKT)                         | フジテレビ系列                               | 金曜 19:57 - 20:54 |
| 山形県        | さくらんぼテレビ(SAY)                   | フジテレビ系列                               | 金曜 19:57 - 20:54 |
| 福島県        | 福島テレビ(FTV)                         | フジテレビ系列                               | 金曜 19:57 - 20:54 |
| 新潟県        | 新潟総合テレビ(NST)                     | フジテレビ系列                               | 金曜 19:57 - 20:54 |
| 長野県        | 長野放送(NBS)                           | フジテレビ系列                               | 金曜 19:57 - 20:54 |
| 静岡県        | テレビ静岡(SUT)                         | フジテレビ系列                               | 金曜 19:57 - 20:54 |
| 富山県        | 富山テレビ(BBT)                         | フジテレビ系列                               | 金曜 19:57 - 20:54 |
| 石川県        | 石川テレビ(ITC)                         | フジテレビ系列                               | 金曜 19:57 - 20:54 |
| 福井県        | 福井テレビ(FTB)                         | フジテレビ系列                               | 金曜 19:57 - 20:54 |
| 中京広域圏    | 東海テレビ(THK)                         | フジテレビ系列                               | 金曜 19:57 - 20:54 |
| 近畿広域圏    | 関西テレビ(KTV)                         | フジテレビ系列                               | 金曜 19:57 - 20:54 |
| 島根県 鳥取県 | 山陰中央テレビ(TSK)                     | フジテレビ系列                               | 金曜 19:57 - 20:54 |
| 岡山県 香川県 | 岡山放送(OHK)                           | フジテレビ系列                               | 金曜 19:57 - 20:54 |
| 広島県        | テレビ新広島(TSS)                       | フジテレビ系列                               | 金曜 19:57 - 20:54 |
| 愛媛県        | テレビ愛媛(EBC)                         | フジテレビ系列                               | 金曜 19:57 - 20:54 |
| 高知県        | 高知さんさんテレビ(KSS)                 | フジテレビ系列                               | 金曜 19:57 - 20:54 |
| 福岡県        | テレビ西日本(TNC)                       | フジテレビ系列                               | 金曜 19:57 - 20:54 |
| 佐賀県        | サガテレビ(STS)                         | フジテレビ系列                               | 金曜 19:57 - 20:54 |
| 長崎県        | テレビ長崎(KTN)                         | フジテレビ系列                               | 金曜 19:57 - 20:54 |
| 熊本県        | テレビくまもと(TKU)                     | フジテレビ系列                               | 金曜 19:57 - 20:54 |
| 大分県        | テレビ大分(TOS)                         | 日本テレビ系列 フジテレビ系列                | 金曜 19:57 - 20:54 |
| 鹿児島県      | 鹿児島テレビ(KTS)                       | フジテレビ系列                               | 金曜 19:57 - 20:54 |
| 沖縄県        | 沖縄テレビ(OTV)                         | フジテレビ系列                               | 金曜 19:57 - 20:54 |
| 宮崎県        | テレビ宮崎(UMK)                         | フジテレビ系列 日本テレビ系列 テレビ朝日系列 | 土曜 10:45 - 11:45 |

青森放送(RAB、日本テレビ系列)は不定期放送。

## スタッフ
- 企画：渋谷謙太郎（フジテレビ）
- 構成：鶴間政行、杉山文三枝、水野宗徳、小山協子、藤田俊哉
- リサーチ：スコープ、矢萩耕司
- TP：辻本豊
- TD：大山浩文
- CAM：斎藤佳久
- VE：富澤貴啓
- 音声：佐藤浩一
- 照明：渡辺啓史
- 美術制作：馬場啓友
- セットデザイン：野口陽介
- 美術進行：古賀飛
- 大道具制作：比留間正幸
- 大道具操作：竹田勝美
- アクリル装飾：鈴木竜
- 電飾：佐々木行裕
- 生花装飾：牧島美恵
- メイク：山田かつら
- マルチ：前島亮二
- 編集：井上三郎
- MA：阿部雄太
- タイトル：今野さと子
- CG：松山真浩
- 音効：清水康義
- TK：TBG
- 広報：小出和人（フジテレビ）
- 制作デスク：松木保江
- AD：太田和騎、長久保彰宏、岩木伸次、高瀬康宏、松尾宗之、田中里奈
- 制作：藤巻理恵
- AP：渡辺舞
- 制作プロデューサー：横田有良、大西訓世
- ディレクター：後藤美和、木村大介、小田切大輔、平林長務、加藤大、武田晋助、足立達哉、岸宏美
- 総合演出：立浪仁志
- プロデューサー：渡辺未生
- チーフプロデューサー：鈴木正人
- 技術協力：八峯テレビ、FLT、VIC、IMAGICA、プロジェクト80、メディア・リース
- 美術協力：フジアール、デジデリック、ヒビノビジュアル
- 協力：Hi-STANDARD
- 制作協力：FCC
- 制作著作：フジテレビ

## 備考
- 本番組は『ペケ×ポン』の2時間スペシャルや他の特番等でたびたび休止になることが多かった。
- 2011年3月11日は当日午後に発生した東北地方太平洋沖地震（東日本大震災）の『FNN報道特別番組』を放送したため、初の放送休止となった。